# Batalla de Reading (871)
La primera batalla de Reading se libró en el año 871 cerca de Reading en lo que se conoce actualmente como el condado inglés de Berkshire. La batalla tuvo lugar el 8 de enero de ese año, cuando Etelredo de Wessex y su hermano el príncipe Alfredo atacaron a un ejército danés liderado por el caudillo vikingo Bagsecg que estaba invadiendo Inglaterra y se hallaba acampado cerca de Reading. Aunque murieron muchos vikingos, los sajones al mando de Etelredo fueron derrotados y expulsados del campo de batalla con graves pérdidas.
Según la Crónica Anglosajona, un noble de Wessex, Æthelwulf de Berkshire, murió en esta batalla. Aethelwulf fue el líder de Wessex que cuatro días antes había vencido en la batalla de Englefield, donde murió el jarl danés Sidrac.